# Landsat 7
Landsat 7 er den sidste satellit i Landsatprogrammet, som er et samarbejde mellem NASA og U.S. Geological Survey. Landsat 7 blev opsendt 15. april 1999 med en Delta II-raket fra Vandenberg Air Force Base i Californien, USA. Landsat 7 er tiltænkt at afløse Landsat 5, som blev opsendt i marts 1984, men som fortsat er i drift.
Landsat 7 skanner jordoverfladen i et 185 km bredt bælte fra en højde på 705 km og har en pixelopløsning på 30 meter.
Landsat 7 vejer 2,1 ton og kostede 800 millioner amerikanske dollar.